# Astripomoea cephalantha
Astripomoea cephalantha är en vindeväxtart som först beskrevs av Hallier f., och fick sitt nu gällande namn av Bernard Verdcourt. Astripomoea cephalantha ingår i släktet Astripomoea och familjen vindeväxter. Inga underarter finns listade i Catalogue of Life.